# Mocsár (Szlovákia)
Mocsár (szlovákul: Močarany) Nagymihály város része, egykor önálló község Szlovákiában, a Kassai kerület Nagymihályi járásában.

## Fekvése
Nagymihály központjától 2 km-re, délnyugatra fekszik.

## Története
A 18. század végén Vályi András így ír róla: „MOCSÁR. Tót falu Zemplén Várm. földes Ura Szirmay, és több Uraságok, lakosai külömbfélék, fekszik Topolyánhoz 1, Krasznóczhoz pedig 1/4 órányira, térséges határja két nyomásbéli, leg inkább búzát, gabonát, és tengerit; középszerűen pedig árpát, és zabot terem, erdeje szőleje nints, piatza Nagy Mihályon.”
Fényes Elek 1851-ben kiadott geográfiai szótárában így ír a faluról: „Mocsár, tót-orosz falu, Zemplén vmegyében, ut. p. N. Mihály fil., 120 r., 132 g. kath., 119 evang., 8 ref., 23 zsidó lak., 218 hold szántófölddel. F. u. többen.”
Borovszky Samu monográfiasorozatának Zemplén vármegyét tárgyaló része szerint: „Mocsár, tót kisközség, körjegyzőségi székhely, 88 házzal és 625, nagyobbára róm. kath. vallású lakossal. Postája Pazdics, távirója és vasúti állomása Nagymihály. Első írott nyomát 1315-ben találjuk, a mikor az Ákos nembeli Mihály mester, a Pazdicsy család őse kap rá királyi adományt. 1403-ban Zsigmond király Liszkai Miklósnak, Kerecsenyi Mátyásnak, Vörös Miklósnak és Németfalussi Györgynek adományozza. 1421-ben Pazdicsi Vörös Miklós itteni birtokának felét az örökbe fogadott Sempsei Istvánnak hagyományozza. 1440-ben Lipthai Fodor Istvánt iktatják némely részeibe s ez időtájt a Rozgonyiaknak s az Eödönffyaknak is vannak itt részeik. 1475-ben a Buttkay családbeliek is szerepelnek, míg az 1598-iki összeírás Sempsey Ferenczet, Pálffy Pált, Pazdicsy Miklóst, Melith Vitust és Rákóczy Ferenczet említi birtokosaiként. 1730-ban Szirmay Tamás a földesura s az újabb korban, a Szirmayakon kívül, a Boronkay, Pothurnyay, Marsalkó s a báró Mednyánszky családok bírták. Most is az utóbbi családnak van itt nagyobb birtoka. A XVII. századbeli pestis ezt a községet is meglátogatta. A faluban szeszgyár van. Temploma nincsen. Ide tartozik Bethlen-puszta, mely már 1390-ben Nagymihályi János birtokaként szerepelt. A XV. században Bethlen néven község s 1407-ben Kamonyai Bálint a földesura. 1598-ban Bethlen Ferencz, Imre és István birtoka, 1681-ben Usz Ferenczé.”
1920-ig Zemplén vármegye Nagymihályi járásához tartozott.

## Népessége
1880-ban 449 szlovák és 20 magyar anyanyelvű lakta.
1890-ben 539 szlovák és 14 magyar anyanyelvű lakosa volt.
1900-ban 564 szlovák és 48 magyar anyanyelvű élt itt.
1910-ben 556 szlovák és 112 magyar anyanyelvű lakta.
1921-ben 462 csehszlovák és 2 magyar lakosa volt.
1930-ban 679 csehszlovák és 1 magyar élt itt.

## Külső hivatkozások
- Mocsár Szlovákia térképén